# Райниер
Райниер е американски сорт череша. Създаден е във Вашингтонския щатски университет през 1952 г. от Харолд Фогел, чрез кръстосване на сортовете Бинг и Ван. В България е внесен през 1967 г. Основен стандартен сорт.
Дървото е силнорастящо, с пирамидална до широкопирамидална, средно гъста корона. Цъфтежът е средно ран. Сортът е самобезплоден. Подходящи опрашители за него са Бинг и Ван.
Плодовете узряват през третото десетдневие на юни. Те са едри, със средно тегло 8.5 г., с къса тънка дръжка и широкосърцевидна до кълбовидна форма. Кожицата е средно дебела, жълтеникаво-розово-червена до тъмночервена, с по-тъмночервени петна върху жълтеникав фон, с многобройни подкожни точици, лъскава. Месото е жълтеникаво, много плътно, сочно, много сладко, слабо кисело, с много добри вкусови качества. Костилката е малка, отделяща се от месото, почти яйцевидна.
Плодовете са неподходящи за механизирана беритба поради светлото оцветяване на кожицата. Незначителните травми променят светлото оцветяване на кожицата на плода. Ето защо плодовете изискват по-внимателна манипулация при беритба и транспорт. Подходящи са за консумация в прясно състояние и за преработка в компоти.